# Hôtel de Suède
För andra betydelser, se Hôtel de Suède (olika betydelser).

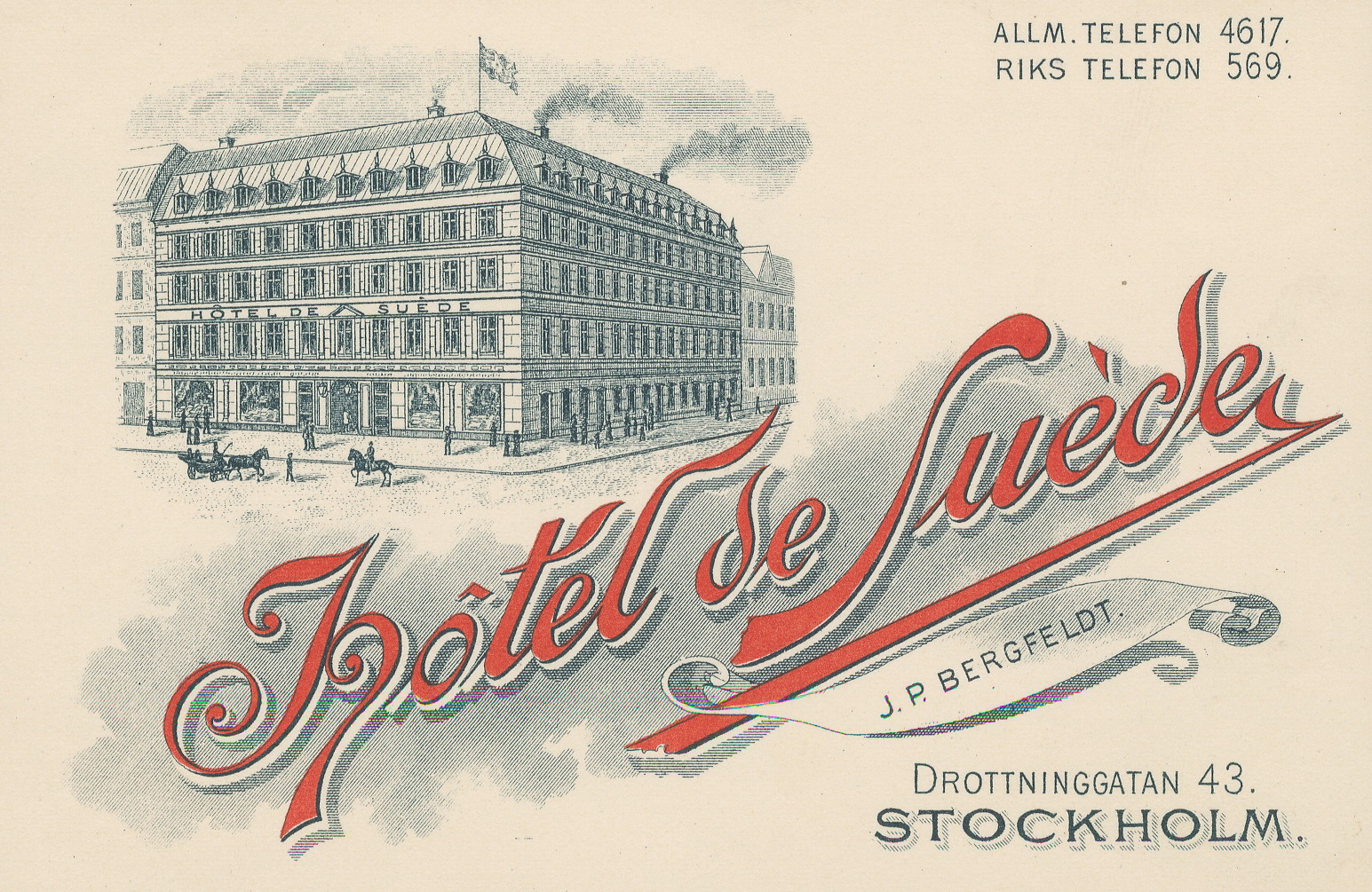
Hôtel de Suède, reklamblad.

Hôtel de Suède var ett hotell i kvarteret Hägern större vid hörnet av dåvarande Drottninggatan 43/Klarabergsgatan 27 på Norrmalm i centrala Stockholm. Hotellet, som under sina första decennier var populärt såväl bland diplomater som stockholmare och förmögna landsortsbor, öppnades 1851 och stängdes 1952 då huset revs i samband med Norrmalmsregleringen. Korsningen var redan innan Norrmalmsregleringen och skapandet av Sergels Torg en livlig plats i Stockholm. Där fanns flera ledande hotell, inklusive Hotel Regina som låg på motsatta sidan av Drottninggatan tillsammans med det då välkända Husmoderns varuhus. På hotellets tidigare tomt finns idag det påkostade före detta bankhuset Länssparbankens hus från 1960.

## Hotellet

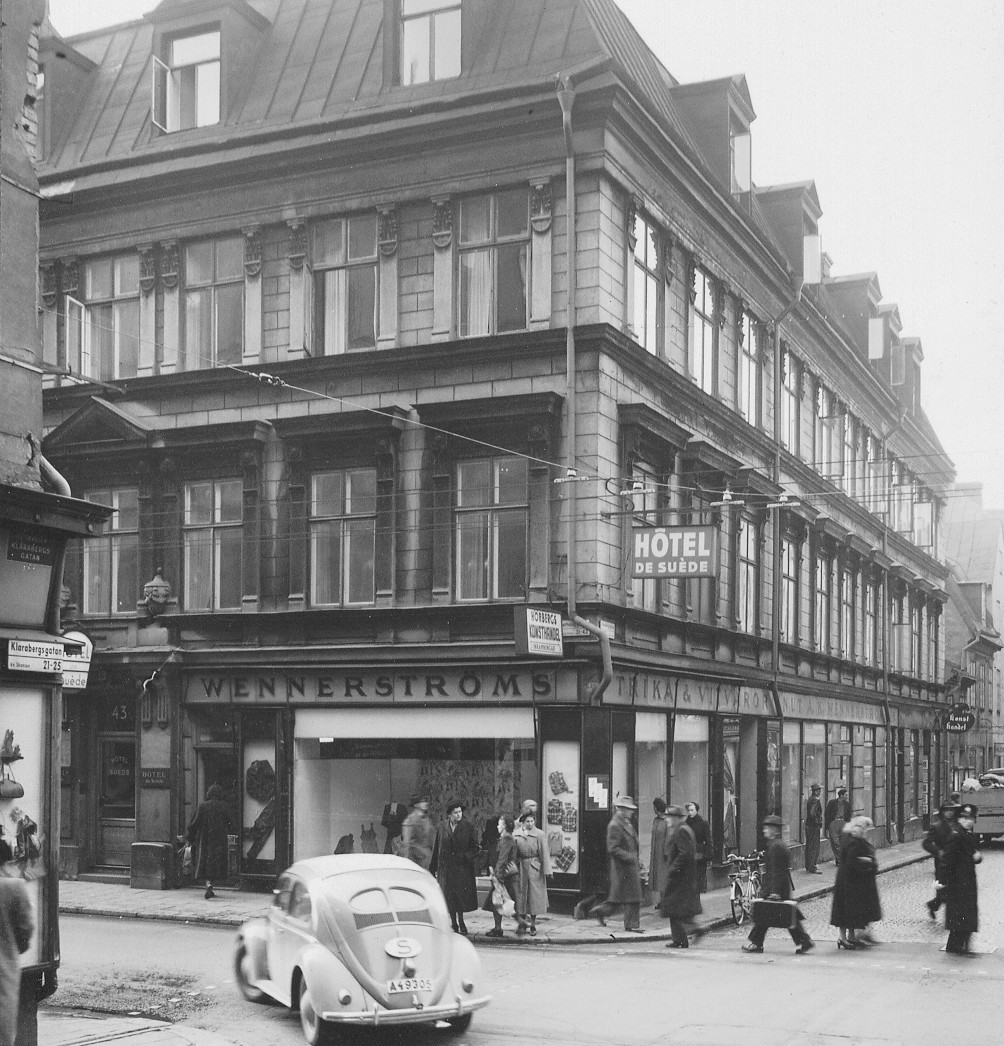
Hotellet strax före rivningen 1952.

Hotellet grundades 1851 i en äldre 1700-talsbyggnad. Invändigt var hotellet mycket elegant med bevarande inredningar som tagits till vara från byggnaden innan hotellet skapades. Det fanns kakelugnar, väggfasta speglar och dörröverstycken från 1700-talet. Under sina första decennier var hotellet ett av Stockholms förnämsta och ett populärt tillhåll för bland annat godsägare och förmögna landsortsbor samt för utländska diplomater. Det var också en populär plats för förmögna stockholmare att fira bemärkelsedagar. Men liksom resten av Klarakvarteren förändrades området under 1800-talets slut och 1900-talets början och förföll delvis.
I en annons i Svenska Turistföreningens årsbok 1891 belyste man särskilt att hotellet var modernt, men också prisvärt: Detta välkända centralt belägna hotel erbjuder ärade resande ett större antal komfortabelt möblerade rum inredda enligt nutidens alla fordringar. Priserna de moderataste på platsen. All uppmärksamhet och tillmötesgående, hvarpå resande kunna göra anspråk, erhålles. Då turistkort uppvisas lemnas 10 proc. rabatt.
Svenska Familj-Journalen beskrev 1870 festsalen så här: Hvilken stockholmare känner ej "Hôtel de Suède"? Såsom beläget vid en af vår hufvudstads förnämsta pulsådror, Drottninggatan, har dess öfver ingångsporten i gyllene skrift ristade namnschiffer väl åtminstone tillvunnit sig den allmännaste uppmärksamhet. Många af våra läsare i Stockholm hafva ock helt säkert gjort en närmare bekantskap med den celebra restaurations-lokalens "turkiska" café, eller dess praktfulla, med ornamenter i hvitt och guld dekorerade festivitetssal.

## Hotellet i historien
År 1860 hölls ett möte på Hôtel de Suède som blev starten för en allmän opinionsrörelse för representationsreformen. Det var Aftonbladets chefredaktör, den liberala tidningsmannen August Sohlman, som var en av de drivande männen bakom reformen som senare drevs igenom 1866 .

## Interiörbilder (1948–1952)

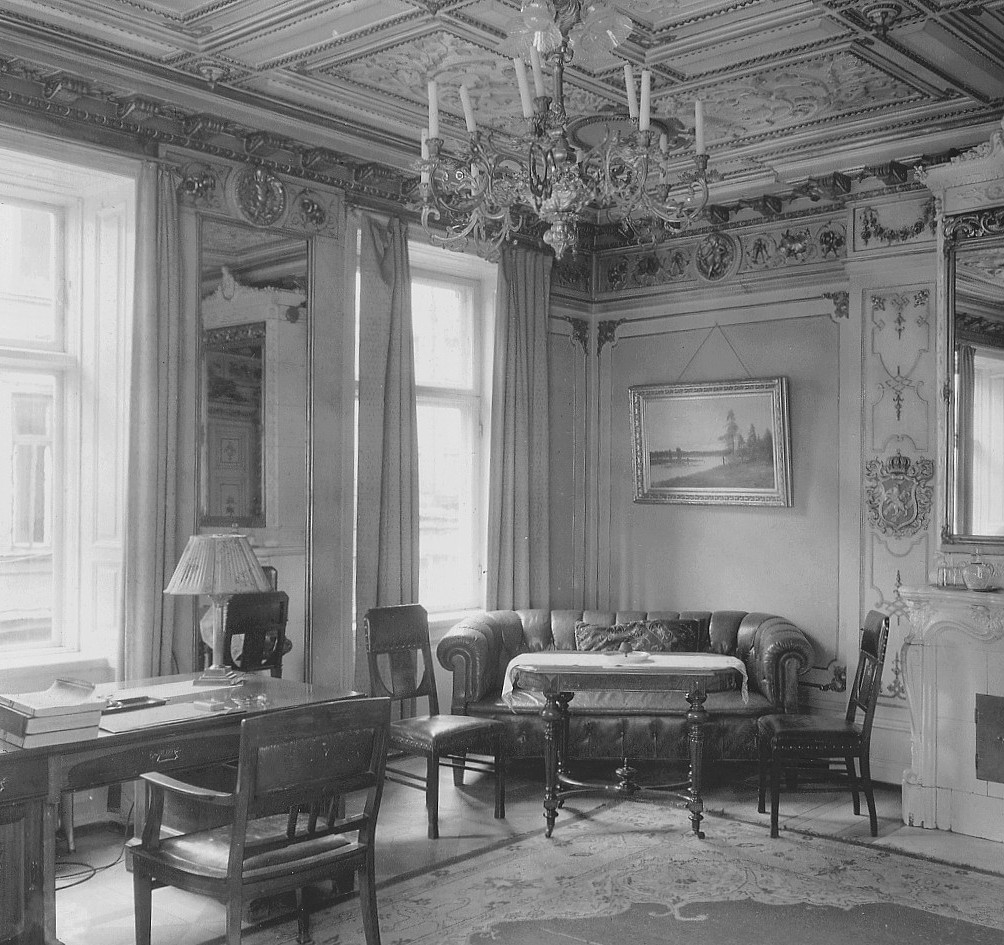
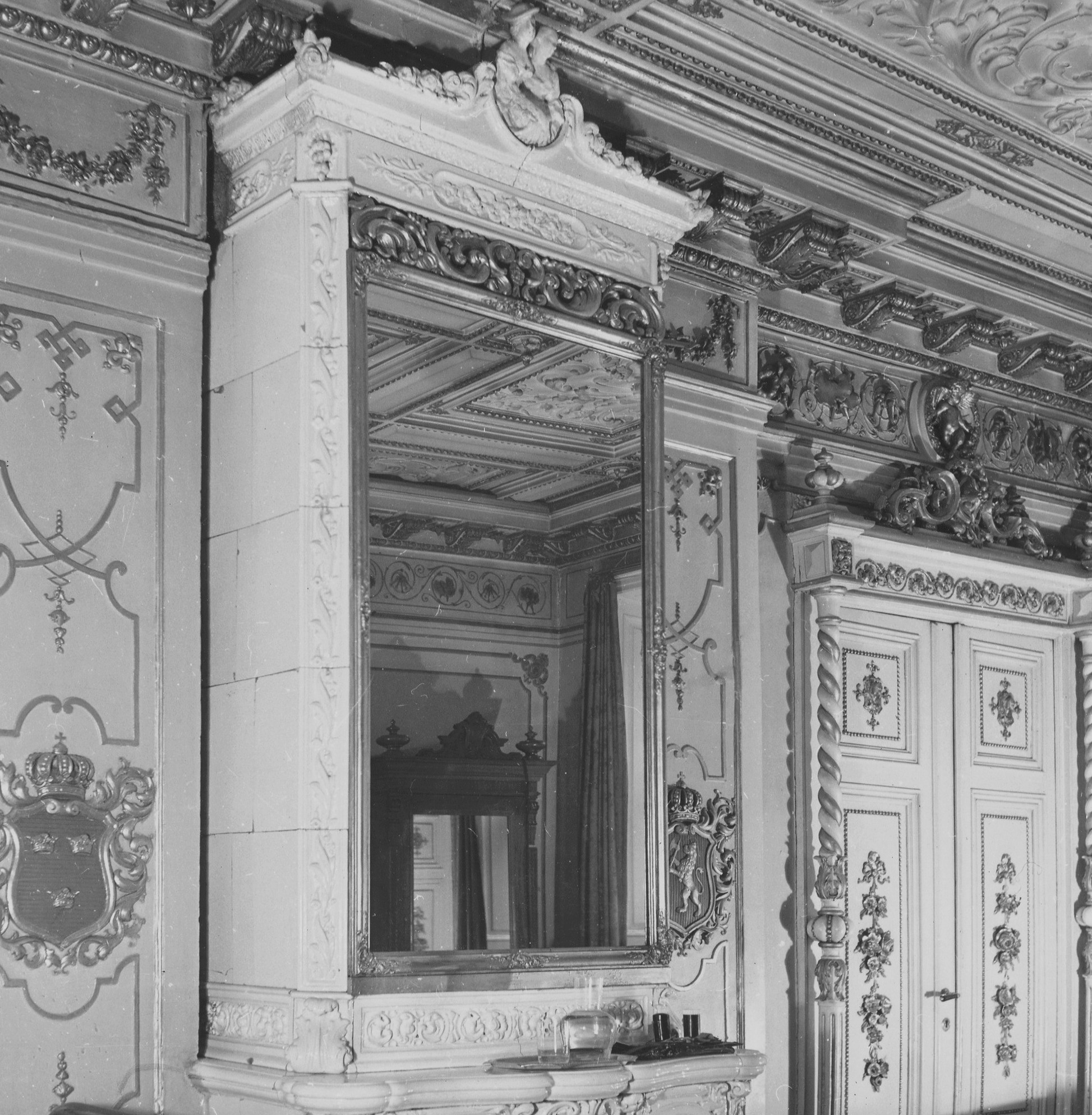
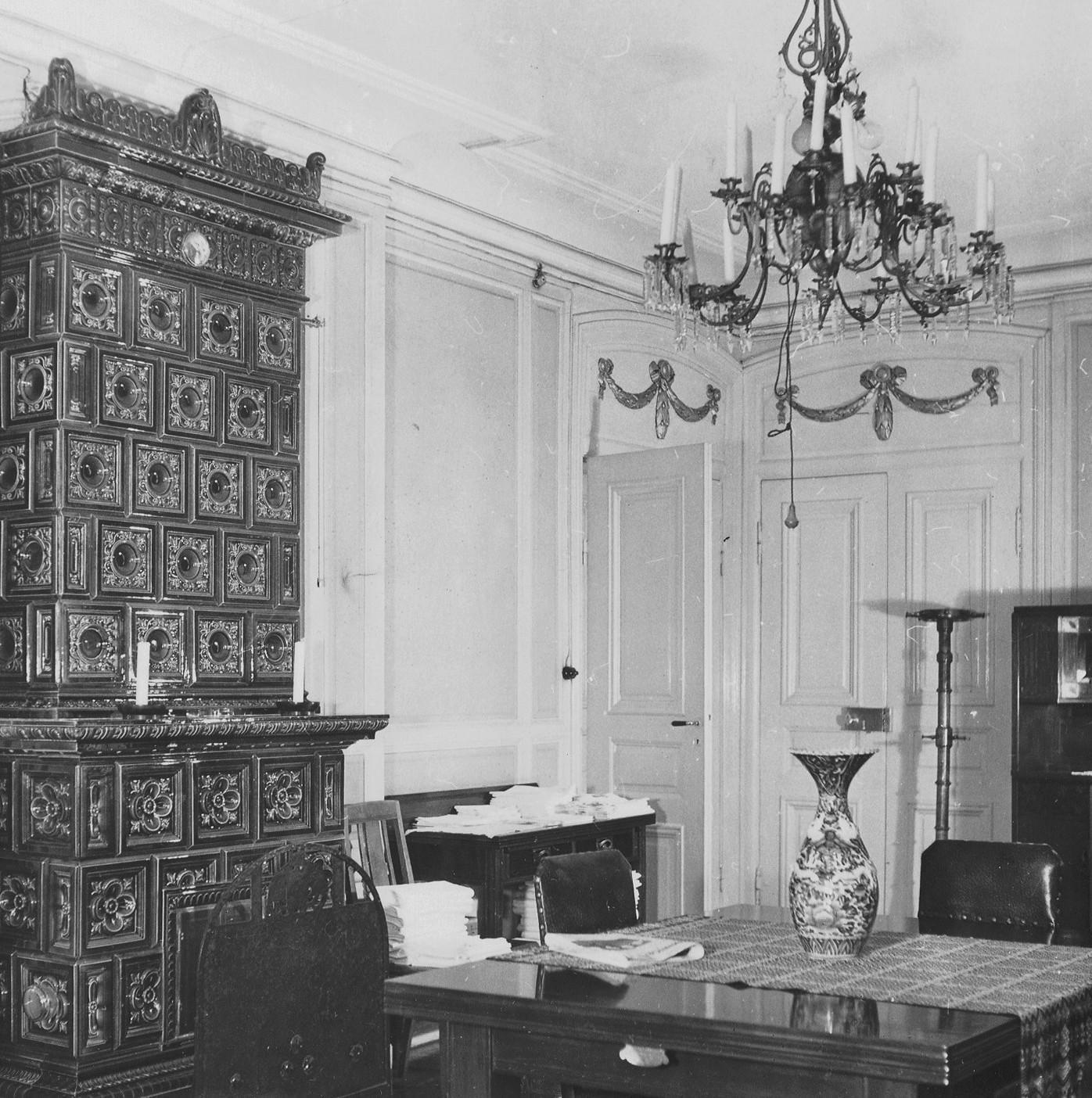
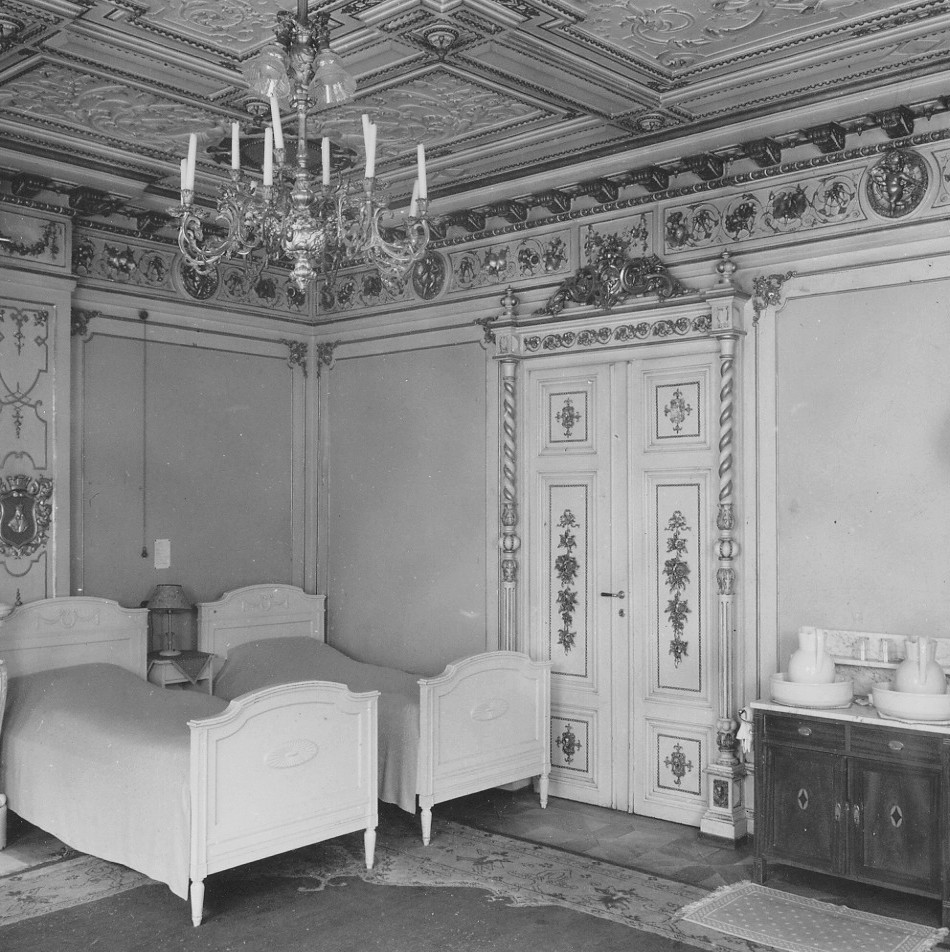
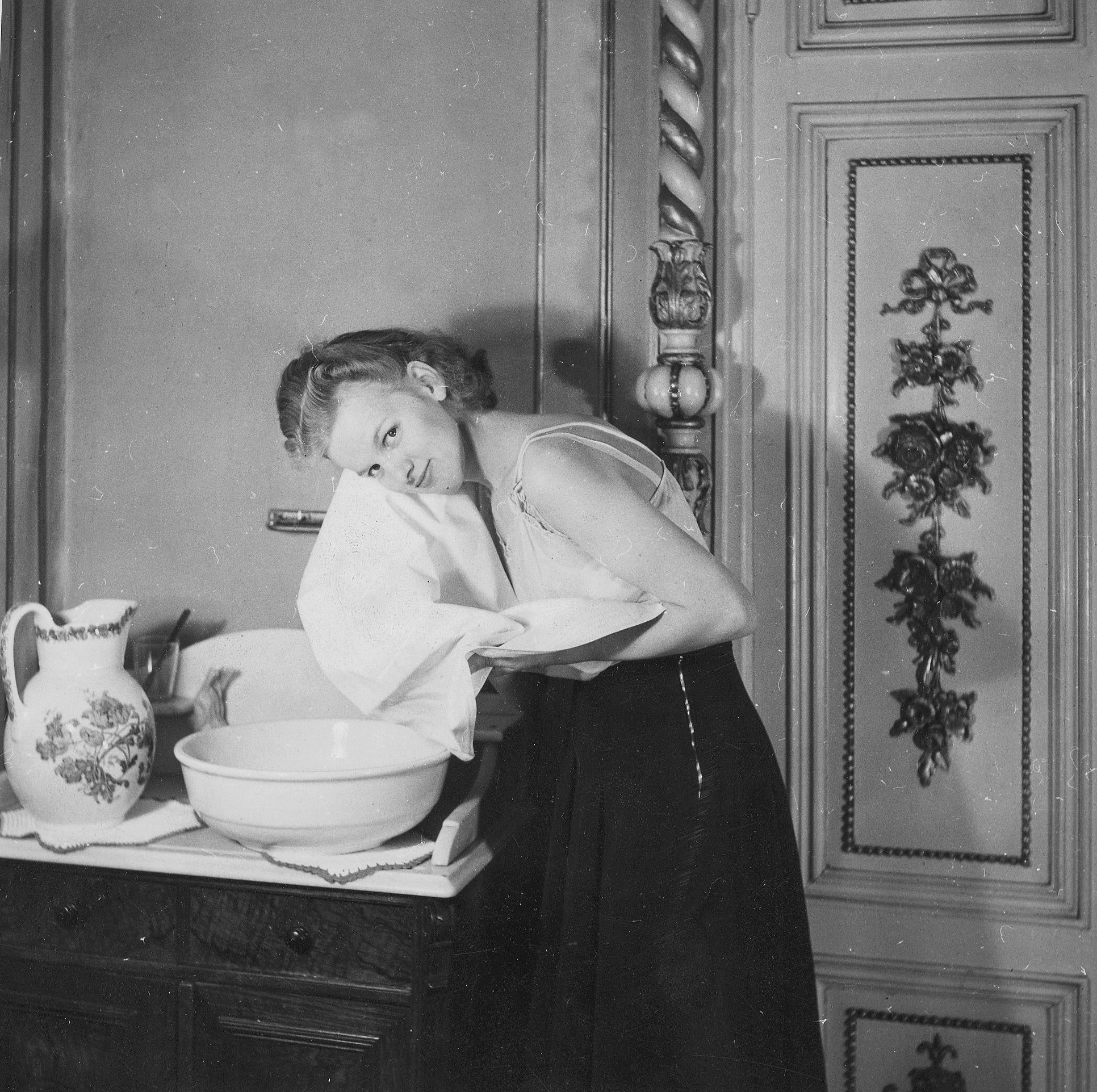
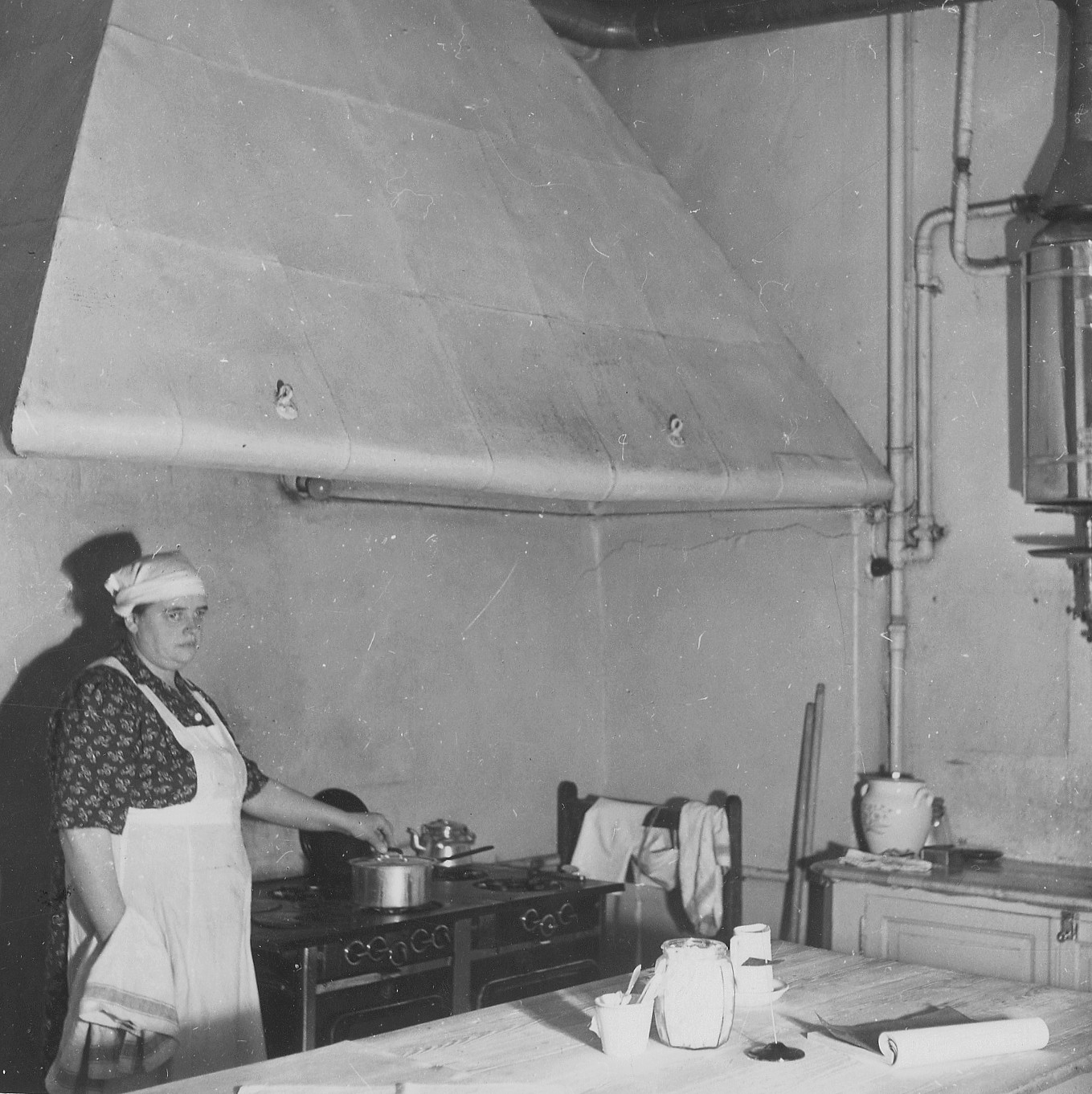

## Rivningen
Byggnaden revs 1952 i samband med Norrmalmsregleringen för att ge plats åt breddningen av Klarabergsgatan som breddades från åtta meter till dagens 36 meter samt för Stockholms nya tunnelbana. Tomten stod liksom många andra tom under en längre tid i väntan på att förhandlingarna mellan staden och byggherrarna skulle slutföras. Först 1960 uppfördes det nya huset på tomten, Länssparbankens hus, med en vit marmorfasad och sockel av polerad grå granit ritat av arkitekten Curt Björklund. Bankhusets hörn kröns av en stor skulptur av Sven Sahlberg i koppar med titel ”Ränta på ränta” som hänger på fasaden.